# Sirex noctilio
Sirex noctilio là một loài Insecta trong họ Siricidae. Loài này được Fabricius miêu tả khoa học đầu tiên năm 1793.
Đây là loài gây hại của cây Pinus caribaea, phát triển phổ biến ở Argentina.